# Viktor von Weizsäcker
Viktor von Weizsäcker (1886-1957) est considéré comme un des fondateurs de l'anthropologie médicale. Il est l'auteur d'une œuvre considérable, traduite en italien, japonais, espagnol et néerlandais.

## Biographie
Neurologue-interniste, Viktor von Weizsäcker a construit une théorie d'« anthropologie médicale », une discipline fondée sur une dialectique de recherches neurologiques-expérimentales et de pratique médicale, réservant une place importante à ce que l'on appelle classiquement « psychosomatique », pensée par lui-même en termes de « somatose ». Cette construction s'est développée avec l'apport de son dialogue continu avec la philosophie, son engagement dans la médecine du travail et la mise en place d'un système de sécurité sociale en Allemagne, juste après la Première Guerre mondiale.

## Son rôle durant la seconde guerre mondiale
Weizsäcker est nommé en 1941, en succession d'Otfrid Foerster (en), professeur ordinaire de neurologie et directeur de l'Institut de Neurologie de Breslau. Dans le laboratoire de neuropathologie de cet institut, des cerveaux d'enfants assassinés à l'hôpital psychiatrique de Loben sont examinés par Hans Joachim Scherer. Il parvient à s'enfuir en janvier 1945, et au mois d'août prend provisoirement la direction de l'institut de physiologie de Heidelberg.

## Une «anthropologie pathique»
Pathosophie est le nom qu'il donne à sa clinique générale. Il s'agit d'un savoir sur la souffrance plutôt que d'une science sur la maladie. Pathos renvoie moins à une passivité douloureuse qu'à « ce qui est éprouvé ». Comme chez les Grecs, une question du genre « qu'est-ce qui t'arrive ? » met l'accent sur la dimension active de ce qui nous advient. Il s'agit d'une expérience autant agie que subie.

« Qu'est-ce qui se réalise dans la maladie ? On le voit déjà, ce n'est pas la question de ce qu'“est” l'homme ou de ce qu'“a été” l'histoire de sa vie, mais ce qui “est” et ce qui “a été”, c'est le mode selon lequel cela a été ressenti, compris et poursuivi dans le commerce. »

— Pathosophie, Millon, Grenoble, 2011, p. 207
L'être pathique, finalement, c'est l'être capable d'éprouver de la douleur ou du plaisir. Pour reprendre des termes philosophiques, il s'agit d'une puissance d'être affecté, de changer d'état. Or, à quoi bon tout cela, si ce n'est pour parler de la maladie comme d'un événement plutôt que comme d'un déficit, d'un avènement qui change notre état ? Si la maladie est une forme de vie, active et passive à la fois, elle présuppose toute une pensée du vivant ressaisi comme pathique, au-delà ou en deçà de toute nosographie. Vivre équivaut à pâtir, avec toutes les modulations singulières impliquées : vouloir, pouvoir, devoir, etc.

« l'être humain, dans l'anthropologie pathique, se présente dès le début comme insuffisant, immature, indéterminé, défectueux ou impuissant, à la recherche d'une plénitude et d'un changement, temporel et non pas éternel, en tout cas pas comme l'Être même. Il n'est pas un être ou une chose assignée à un “il y a”, mais au contraire celui ou cela qui devient ou veut, ose, peut ou doit “devenir”. »

— Pathosophie, Millon, Grenoble, 2011, p. 55

## Œuvre

### Œuvres complètes
- (de) Peter Achilles, Dieter Janz, Martin Schrenk, Carl Friedrich von Weizsäcker (éd.) :  Viktor von Weizsäcker, Gesammelte Schriften, en 10 volumes, Frankfurt a.M., Suhrkamp[2]

### Ouvrages traduits en français
- Cycle de la structure, première éd. allemande 1933, traduit de l'allemand par Michel Foucault et Daniel Rocher, Paris, Desclée de Brouwer, 1958, 232 p.
- Pathosophie, première éd. allemande 1956, traduit de l'allemand par Joris de Bisschop, Michèle Gennart, Marx Ledoux, Bob Maebe, Christophe Mugnier et Anne-Marie Norgeu, Grenoble, Millon, coll. « Krisis », 2011, 352 p.  (ISBN 978-2-84137-264-5)

## Réception de l'œuvre
Nombre de concepts forgés par Weizsäcker sont repris par des penseurs tels que Henri Maldiney, Jacques Schotte, Jean Oury ou Kimura Bin.